# Salvador Cardoso de Oliveira
Salvador Cardoso de Oliveira (Vila da Barra do Rio Grande, Bahia, 1787, – data de falecimento desconhecida) foi um boiadeiro, comerciante e líder militar brasileiro, reconhecido por sua atuação nas lutas pela independência do Brasil, especialmente no Maranhão. Destacou-se como comandante das Tropas Avulsas do Sertão, liderando operações militares que contribuíram para a adesão do Maranhão à causa independentista.[carece de fontes?]

## Origens e Formação
Salvador Cardoso de Oliveira nasceu em 1787 na Vila da Barra do Rio Grande, Bahia. Descendente de uma família tradicional dos sertões baianos, dedicou-se inicialmente ao comércio e à pecuária. Estabeleceu-se posteriormente em Caxias, no Maranhão, onde continuou suas atividades comerciais. Com o início das lutas pela independência, arregimentou moradores da região e se dirigiu ao Piauí, incorporando-se ao exército independentista.

### Trajetória Militar e Política
Durante as lutas pela independência do Brasil, Salvador Cardoso de Oliveira destacou-se como comandante das Tropas Avulsas do Sertão. Participou de diversas operações militares no Maranhão, incluindo a tomada de vilas como São Bernardo, Brejo, Icatu, Manga do Iguará, Itapecuru-Mirim e Rosário. Em 1823, liderou tropas que se uniram às forças de Pedro Paulo de Moraes Rego e outros líderes maranhenses, contribuindo para a adesão do Maranhão à independência.
Após a adesão do Maranhão à independência, Salvador Cardoso de Oliveira foi nomeado capitão de primeira linha e integrou o quadro de militares regulares durante o governo de Miguel Bruce.

### Legado
Salvador Cardoso de Oliveira é lembrado como um dos próceres do movimento separatista de 1822 no Maranhão. Sua liderança nas operações militares foi fundamental para a adesão do Maranhão à independência do Brasil.